# CEA (коллайдер)
CEA (англ. Cambridge Electron Accelerator) — ускоритель электронов, один из первых синхротронов, на энергию до 6 ГэВ, работавший для экспериментов по физике высоких энергий в 1962-1973 годах в городе Кембридж (штат Массачусетс), США.

## История
Вскоре после открытия принципа жёсткой фокусировки в 1952 году, совместными усилиями Гарвардского университета и MIT было начато проектирование электронного синхротрона на энергию 6 ГэВ. Проектирование началось в 1956 году, проект оценивался в 6.5 M$. Строительство развёрнуто в 1957 году, руководил проектом М. Ливингстон. Синхротрон заработал в 1962 году, пучок электронов использовался для экспериментов с неподвижной мишенью.
На CEA в 1963 году впервые был применён медленный резонансный вывод пучка. Подводя пучок искажением равновесной орбиты к специальной полоске с током, создающей нелинейное магнитное поле, удавалось добиться надвигания горизонтальной бетатронной частоты со стандартной рабочей точки νx=6.4 к полуцелому резонансу νx=6.5, вблизи которого частицы с большей амплитудой начинали совершать неустойчивые колебания, и, быстро набирая амплитуду, попадали в апертуру выпускного магнита.
С 1964 года на накопителе изучалось обратное комптоновское рассеяние лазерного излучения на пучке электронов. 
В 1966 году впервые на ускоритель был установлен затухательный вигглер, с его помощью было усилено радиационное затухание пучка, что позволило улучшить накопление частиц. Впоследствии вигглеры получили широкое распространение для генерации синхротронного излучения.

## Коллайдер
C 1971 года, после модификации, накопитель стал работать как электрон-позитронный коллайдер на энергию до 3.5×3.5 ГэВ. При энергии 2 ГэВ и 120 сгустках в каждом пучке проектная светимость составляла 1×1031см-2с-1. Встречные пучки циркулировали в одной вакуумной камере, с электростатическим разведением в паразитных местах встречи.
Одновременно с переориентацией на встречные пучки, на CEA была развёрнута программа по использованию синхротронного излучения. Однако уже в начале 1970-х финансирование работ на CEA стало резко сокращаться, проект по преобразованию накопителя в специализированный источник СИ не был поддержан.
В 1973 году CEA был окончательно остановлен.

## Взрыв 5 июля 1965 года
В 03:32 ночью 05.07.1965 в экспериментальном зале произошёл мощный взрыв, при котором пострадали 8 человек, один из которых позже умер в больнице. Взорвался водород вследствие утечки из водородной пузырьковой камеры. Взрыв произошёл в самом конце процедуры заполнения пузырьковой камеры объёмом около 500 литров жидким водородом. Вероятной причиной стали лопнувшие из-за температурного расширения биметаллические соединения пузырьковой камеры с вакуумной камерой пучка. Ущерб от взрыва оценивался в 1 миллион долларов.